# Констанція Жевуська
Констанція Малґожата Жевуська, до шлюбу Любомирська (нар. 1761 — пом. 11 жовтня 1840, Кам'янець-Подільський) — польська аристократка та художниця, донька Станіслава та Ізабели Любомирських, уродженої Чарторийської. 

## Біографія
В юності захоплювалася живописом, зберіглося кілька малюнків, що свідчать про хорошу техніку й талант: офорт з погруддям бородатого старця, графічний портрет Розалії Любомирської. 
У 1782 році стала дружиною свого двоюрідного брата Северина Жевуського з Підгірців. Їхній син — відомий діяч доби романтизму Вацлав Северин Жевуський. 
Отримавши спадщину та посаг, придбала маєток Гримайлів (включаючи Фащівку). Після смерті чоловіка у 1811 році стала розпорядницею родинних володінь, які складали: 10 міст, 116 сіл, 30 тисяч селянських господарств. Сама в цей час мешкала у Відні, де життя було дуже дорогим. Після Листопадового повстання, де її син брав участь, частина майна була конфіскована. Решту графиня втратила через марнотратство, невміння керувати фінансами і нечесність деяких управителів. Зрештою була вимушена переїхати у Кам'янець-Подільський, де провела останні роки в орендованій квартирі в бідності.
Була нагороджена орденом Зоряного Хреста.

## Галерея

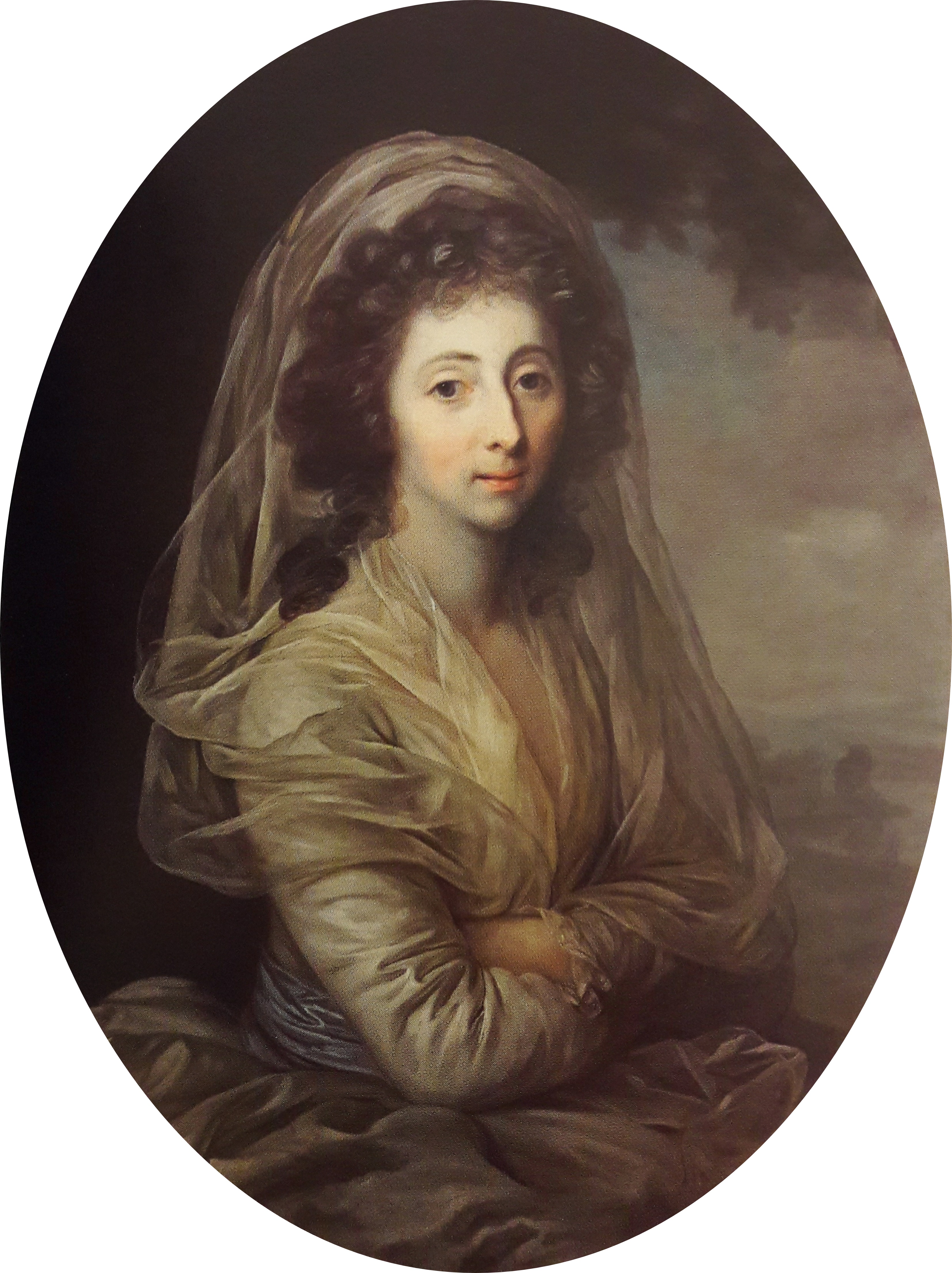
Портрет Констанції Жевуської
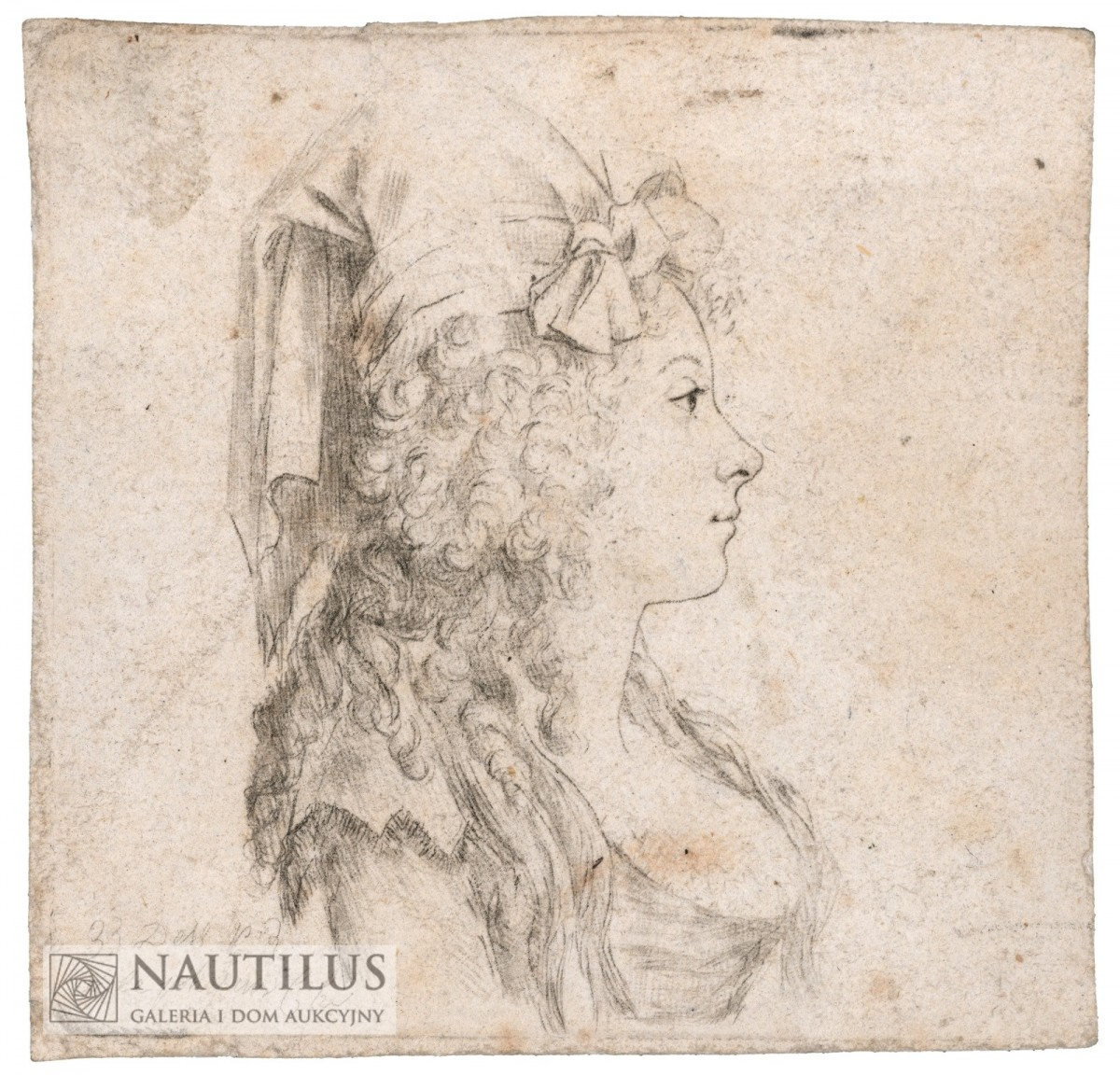
Портрет Розалії Любомирської роботи Констанції Жевуської